# Башнянин Григорій Іванович
Башнянин Григорій Іванович (1951—2019) — доктор економічних наук, професор, завідувач кафедри теоретичної та прикладної економіки Львівського торговельно-економічного університету, заслужений діяч науки і техніки України.

## Життєпис
Народився 10 квітня 1951 року в селі Підлісне (нині Зіболки) Куликівського (нині Жовківського) р-ну Львівської області. Помер 2 вересня 2019 року у Львові.
Після успішного закінчення у 1968 р. Підліснянської середньої школи поступив на економічний факультет Львівського державного університету імені Івана Франка, який блискуче закінчив у 1974 році і отримав кваліфікацію «економіст». В період з 1978 по 1982 р. навчався в аспірантурі Львівського державного університету.
В період з 1974 по грудень 1997 року працював короткий час інженером-економістом на одному з львівських підприємств і інженером відділу проблем управління виробничими процесами у Львівському відділенні Інституту економіки АН України.

## Науково-педагогічна діяльність
Кандидатську дисертацію захистив у 1982 році в Київському інституті народного господарства ім. Д. С. Коротченка. Докторська дисертація на тему «Економічне вимірювання: політико-економічні проблеми загальної теорії» була захищена у 1991 році в Московському комерційному інституті (нині університеті) і у 1992 році ВАК видала диплом доктора економічних наук. Професор з 1994 року. Завідувач кафедри економічної теорії Львівського торгово-економічного інституту (нині комерційна академія) з 1994 року. З 1997 року за сумісництвом завідувач першої в Україні науково-дослідної лабораторії економічної оцінки. Нагороджувався почесною грамотою Міносвіти України, грамотою правління Укоопспілки.
Сфера наукових інтересів — розробка проблем становлення та розвитку загальної теорії економічних систем і загальної економічної метрології. Фундатор загальної теорії економічних систем і загальної економічної метрології як найновітніших галузей економічних знань. Автор 7-ми одноосібних монографій.
З грудня 1977 року і дотепер працює у Львівському торговельно-економічному університеті, в якій послідовно займав посади асистента (з грудня 1977 року), старшого викладача (з грудня 1983 року), доцента (з листопада 1986 року), професора (з травня 1993 року), завідувача кафедри економічної теорії (з травня 1994 року), завідувача кафедри теоретичної та прикладної економіки (з березня 2016 р.). З грудня 1997 року за сумісництвом є завідувачем науково-дослідної лабораторії економічної оцінки Львівського торговельно-економічного університету.
В період з 1978 по 1982 рік навчався також в заочній аспірантурі при кафедрі політичної економії Львівського державного університету імені Івана Франка, по закінченні якої захистив у Київському інституті народного господарства імені Д. С. Коротченка кандидатську дисертацію (1982 рік) за темою — «Социалистическая форма производства и некоторые проблемы ее системного анализа и моделирования (непосредствонно производственный аспект)». У 1983 році отримав диплом кандидата економічних наук (рішення ВАКу СРСР від 22 червня 1983 року). В період з 1982 року по 1990 рік активно працював над докторською дисертацією, яку присвятив проблемам економічного вимірювання і дослідження метрологічних систем в економіці. Захистив докторську дисертацію у 1991 році в Московському комерційному інституті за темою — «Экономическое измерение: политико-экономические проблемы общей теории», а у 1992 році ВАК СРСР видав диплом доктора економічних наук (рішення ВАКу СРСР від 11 червня 1992 року).
За час роботи в академії проявився не тільки як викладач, умілий і неординарний лектор, наставник студентів і аспірантів, а й як висококваліфікований, цілеспрямований, наполегливий учений-економіст, учений-дослідник. З 1977 до 2017 року він підготував і видав близько 1600 наукових і науково-методичних робіт загальним обсягом близько 5500 д.а., в тому числі: наукових монографій, підручників, посібників, брошур тощо — близько 200, статей — понад 700, наукових доповідей — понад 100, тез виступів на наукових конференціях — понад 200 і цілу низку інших матеріалів (рецензій, інформацій, наукових довідок тощо).
Він є автором 11 індивідуальних наукових монографій, серед яких варто відзначити такі відомі не лише в Україні, а й за кордоном, як: «Экономическое измерение: структура, принципы, функции» (Львів: Світ, 1994. — 248 с.), «Экономическое измерение: политико-экономические проблемы общей теории» (К.: Лыбидь, 1991. — 83с.), «О периодической матрице экономических систем» (Львів: ЛКА, 2004. — 159 с.), «Метрологічні економічні системи: вступ у загальну теорію і методологію формування економічних параметрів» (Львів: Новий Світ-2000, 2005. — 1083 с.). Наукова монографія «О периодической матрице экономических систем» видана трьома мовами — українською («Про періодичну матрицю економічних систем» — Львів: ЛКА, 2003. — 115 с.), російською (Львів: ЛКА, 2004. — 159 с.) та англійською («About the periodic matric of economic systems». — Lvov: Novy Svit-2000, 2005. — 144 p.) й отримала широкий резонанс як у країнах СНД, так і в країнах Європи, США, Канаді, Австралії.
У науковій діяльності професора Г. І. Башнянина поступово викристалізувалося три напрями — методологічний, власне теоретичний економічний і економетричний, у кожному з яких він зробив значний внесок і збагатив економічну науку значними науковими здобутками, науковими ідеями. Більше того, в кожній із трьох сфер, чи напрямів, своєї наукової діяльності він заклав основи відповідних версій економічної науки, сформував відповідні наукові школи. Для подальшої активізації досліджень метрологічних проблем в економіці і концентрації зусиль багатьох учених у цьому напрямі Г. І. Башнянин зініціював створення першої в Україні науково-дослідної лабораторії економічної оцінки, завідувачем якої він є з 1997 року.
У сформованій Г. І. Башняниним науковій школі «Методологічні проблеми метрологічного аналізу економічних систем» продуктивно працює група вчених (серед них близько 20 докторів наук і близько 30 кандидатів наук) над розробкою таких новітніх версій економічної науки як метаметодологія як надметодологія економічного аналізу, метаекономія як загальна теорія економічного вимірювання і надточна наука в економічній науці і економічна метрологія як загальна теорія економічного вимірювання і надточна теорія в економічній науці.
Плідною є діяльність Г. І. Башнянина з підготовки наукових кадрів вищої і найвищої кваліфікації. За останні 25 років він підготував (або надав допомогу у підготовці) понад 20 докторів економічних наук, понад 80 кандидатів економічних наук. Він є активним членом двох спеціалізованих рад з захисту докторських дисертацій (у Львівському національному університеті імені Івана Франка і у Львівському торговельно-економічному університеті). Г. І. Башнянин бере активну участь у підготовці до видання наукових монографій, підручників, посібників. Його рецензії відкрили шлях майже 200 видань — науковим монографіям, підручникам, посібникам. Значну увагу вчений приділяє редагуванню наукових видань. Він є відповідальним редактором п'яти періодичних видань: «Перехідні економічні системи», «Економічні системи», економічної серії «Вісника Львівського торговельно-економічного університету», «Науковий огляд», Економічний дискурс".
За заслуги в науково-педагогічній діяльності Г. І. Башнянину у листопаді 2007 року Указом Президента України присвоєно почесне звання «Заслужений діяч науки і техніки України».

## Основні праці
Серед них такі відомі в країні та за кордоном, як: Башнянин Г. И. Экономическое измерение: политико-экономические проблемы общей теории. — К.: Лыбидь, 1991. — 83 с.
Башнянин Г. И. Экономическое измерение: структура, принципы, функции. — Львов: Свит, 1994. — 248 с.

## Праці
1. Башнянин Г. И. Экономическое измерение при социализме: природа, структура, принципы. — М.:ИНИОН, 1998.–240с.
2. Башнянин Г. И. Целевая функция социалистического производства: политико–экономические исследование низшего, элементарного уровня.–
М.ИНИОН, 1989.–219с.
3. Башнянин Г. И. Социалистические производство: проблема методов
производства. –М.ИНИОН, 1989.–233с.
3. Башнянин Г. И. Социалистическое производство: Экономическое
измерение затрат и результатов. — М.: Экономика, 1990. — 175 с.
4. Башнянин Г. И. Экономическое измерение: политико–экономические
проблемы общей теории. — К.: Лыбидь, 1991. — 83 с.
5. Башнянин Г. И. Экономическое измерение: Структура, принципы, функции. — Львов: Свит, 1994. — 248 с.
6. Башнянин Г. І., Бойчук І. В., Дубовий Б. В., Роміх А. В. Виробничі
системи в перехідних економіках. — Львів: Коопосвіта, 1999. — 382 с.
7. Башнянин Г. І., Копич І. М., Шевчик Б. М. Економічні системи: проблеми
структуризації і типологізації. — Львів: Коопосвіта, 1999. — 220 с.

8. Башнянин Г. І., Копич І. М., Чупик І. О. Мікроекономічні ринкові
системи: метрологічні проблеми аналізу ефективності функціонування. — Львів: ЛКА, 2001. — 182 с.
9. Башнянин Г. І., Копич І. М., Слюсарчик М. П. Ринкові економічні
системи: проблеми становлення, функціональної структуризації і
типологізації. — Львів: ЛКА, 2001. — 212 с.
10. Башнянин Г. І. / Ващишин А. М. Наукова діяльність професора
Г. І. Башнянина .–Львів: Каменяр, 2001.–716с.
11. Башнянин Г. І., Ковтун О. І,, Лазур П. Ю., Хом'як О. В., Яхно Т. П. Становлення інтегрованих корпоративних мікроекономічних систем в
економіках перехідного типу. — Львів: ЛКА, 2003. — 186 с.
12. Башнянин Г. І., Боднар І. Р., Лапчук Я. С., Свінцов О. М. Державне
регулювання зовнішньо–торговельної діяльності в перехідній економіці
України (проблеми ефективності). Львів: ЛКА, 2004.–103с.
13. Башнянин Г. І. Про періодичну матрицю економічних систем. — Львів: ЛКА, 2003. — 115 с.
14. Башнянин Г. І., Лазур П. Ю., Носов О. Ю., Футало Т. В., Яхно Т. П. Комерційна діяльність підприємств на товарному ринку: проблеми
ефективності торгових операцій. — Львів: ЛКА, 2003. — 159 с.
15. Башнянин Г. И. О периодической матрице экономических систем. — Львов: ЛКА, 2004. — 159 с.
16. Bashnyanyn G.I. About the periodic matrix of economic systems. — Lviv: Novy
Svit –2000, 2005. — 144 р.р.
17. Башнянин Г. І., Ноздріна Л. В., Свінцов О. М. Моніторинг якості життя
населення: концептуальні основи соціально–економічного вимірювання. — Львів: ЛКА, 2005. — 142 с.
18. Башнянин Г. І. Метрологічні економічні системи: вступ у загальну теорію і
методологію формування економічних параметрів. — Львів: Новий Світ–
2000, 2005. — 1083 с.
19. Башнянин Г. І., Іванець Л. В., Футало Т. В. Управління інвестиційною
діяльністю промислового підприємства в конкурентному середовищі. — Львів: Новий Світ–2000, 2006. — 176 с.
20. Башнянин Г. І., Вовчак О. Д., Страхарчук В. П., Страхарчук А. Я. Управління ризиками платіжних систем у перехідній економіці. –Львів: Новий Світ–2000,2006.–224с.
21. Башнянин Г. І. та ін. Економічні системи: Монографія. Т. 1. / За ред. д.е.н.,
проф. Г. І. Башнянина. — Львів: Вид-во ЛКА, 2006. — 484 с.
22. Башнянин Г. І., Третяк Г. С. Ефективність дерегуляції економічних
систем перехідного типу: методологічні проблеми метрологічного аналізу. — Львів: Вид–во ЛКА, 2008. — 502 с.
23. Башнянин Г. І., Драбовський А. Г., Щедра О. В., Шпаргало Г. Є. Грошово–кредитне регулювання в перехідних економіках: проблеми
методів і економічної ефективності. — Львів: Вид–во ЛКА, 2008. — 160 с.
24. Башнянин Г. І., Турянський Ю. І. Ефективність капіталізації і
лібералізації економічних систем в умовах ринкової транзиції: методологічні проблеми метрологічного аналізу. — Львів: Вид-во ЛКА,
2008. — 480 с.
25. Башнянин Г. І., Блонська В. І., Гринкевич С. С., Іжевський В. В., Іляш
О. І. Ефективність фіскально–економічної політики в трансформаційній
економіці. — Львів: Вид–во ЛКА, 2008. — 200 с.
За період з 1977 по 2002 рр. підготував і опублікував понад 700 наукових і науково-методичних робіт загальним обсягом понад 1500 д.а., в тому числі понад 40 монографій, підручників, посібників, брошур. Підготував понад 10 кандидатів наук і готує 3 докторанти.